# Montagehalle Koch & Sterzel

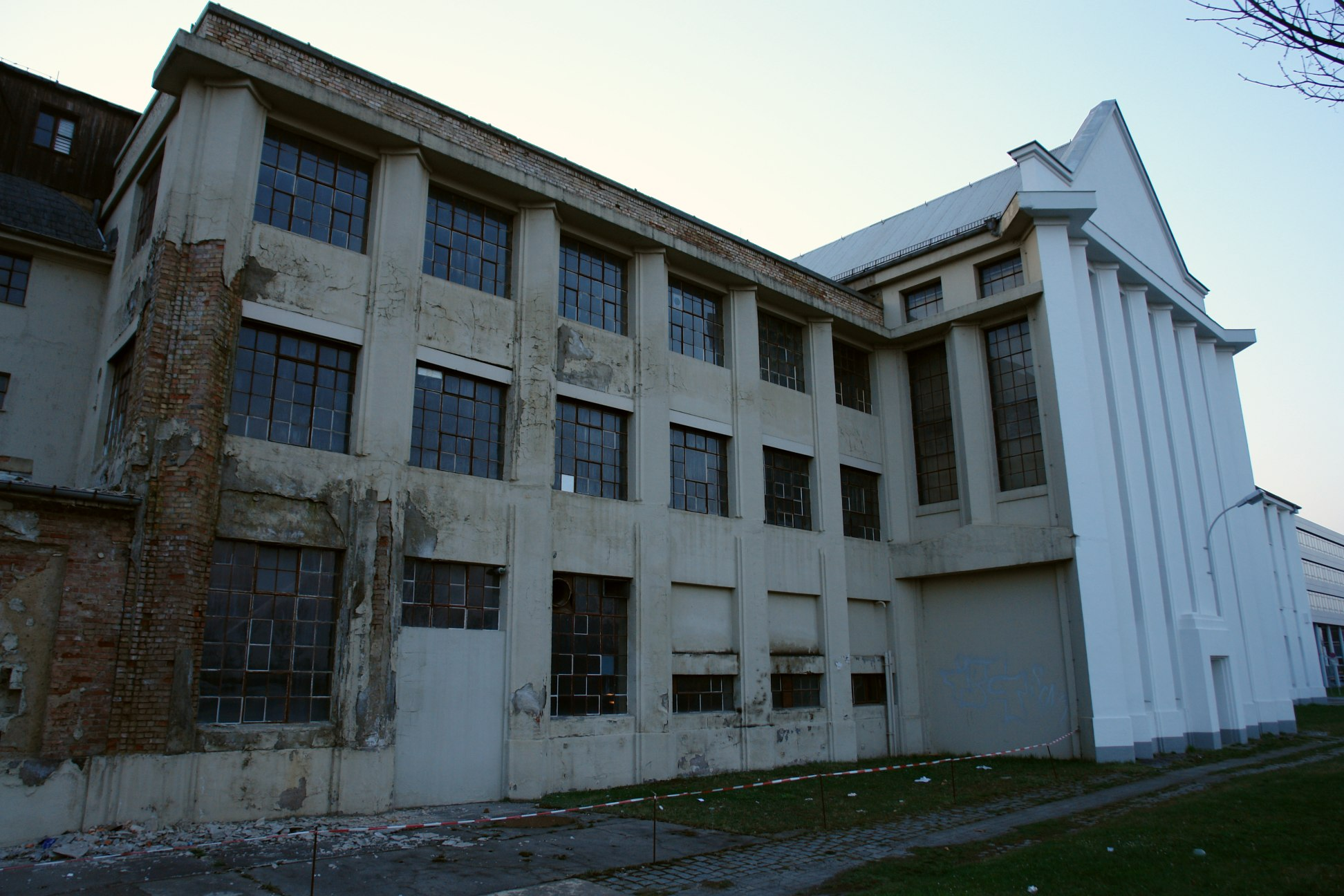
Hallen-Front mit dreigeschossigem Fabrikbau

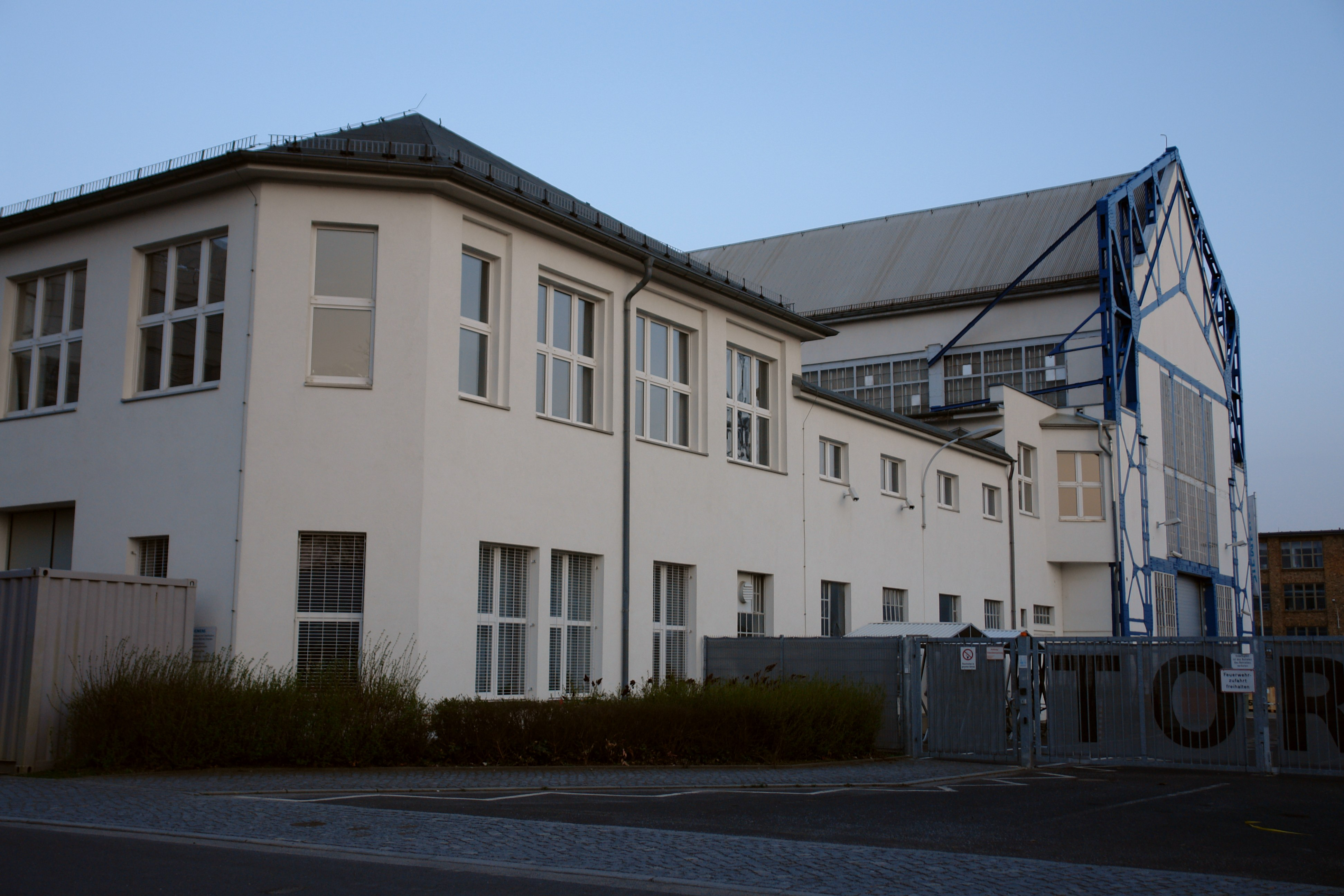
Hallen-Rückseite mit Bürotrakt

Die Montagehalle Koch & Sterzel ist eine Fabrikhalle an der Washingtonstraße in Dresden-Uebigau, die auf dem Gelände des früheren Luftschiffhafens von dem Unternehmen Koch & Sterzel in den Jahren 1925/26 für die Produktion von Transformatoren durch die Architekten F. J. Fischer und Hermann Paulick erbaut wurde. Das in den Jahren 1936 und 1941 erweiterte Gebäude diente nach der Enteignung von Koch & Sterzel 1948 zur DDR-Zeit dem VEB Transformatoren- und Röntgenwerk Dresden und wird seit 1997 von der Siemens AG genutzt. Es steht unter Denkmalschutz.
Die Halle ist ein langer, hoher Bau mit vereinfachter Tempelfassade, die einen Okulus im Dreiecksgiebel hat: Sie zitiert damit die Architektur des Hellerauer Festspielhauses von Heinrich Tessenow. Der Bau „nimmt den Typus der Tempelfront auf und scheint durch das Festspielhaus Hellerau beeinflußt“. Der Monumentalstil innerhalb der Reformarchitektur des Festspielhauses aus der Vorkriegszeit (Erster Weltkrieg) findet hier in den 1920er Jahren seine Fortsetzung in der „konservativen Moderne“.
Die Fläche zwischen den Tempelsäulen ist verglast („verglaste Interkolumnien“). Im Satteldach befindliche Oberlichter geben der Halle das notwendige Tageslicht. Einfache aber kräftig gestaltete Gesimse und senkrechte Fensterbänder gliedern die Längsseiten des Gebäudes.